# Лаптев, Павел Васильевич
Па́вел Васи́льевич Ла́птев (27 ноября 1911 или 27 ноября [10 декабря] 1911, Богдашкино, Симбирская губерния — 3 сентября 1954, Ульяновск) — Герой Советского Союза, командир батареи 971-го артиллерийского полка 110-й стрелковой дивизии 33-й армии Западного фронта, лейтенант.

## Биография
Родился 27 ноября 1911 года в селе Богдашкино в крестьянской семье. Чуваш. Образование неполное среднее. Работал в колхозе. В Красной Армии в 1933–1935 и 1939–1946 годах. В 1936 году окончил советскую партийную школу в Ульяновске, в 1939 году — ускоренный курс Харьковского артиллерийского училища. Член ВКП(б) с 1940 года.
На фронтах Великой Отечественной войны с июня 1941 года. Командир батареи 971-го артиллерийского полка (110-я стрелковая дивизия, 33-я армия, Западный фронт) лейтенант Павел Лаптев в ночь на 24 февраля 1942 года стрельбой прямой наводкой уничтожил у деревни Ивищи Юхновского района Калужской области несколько огневых точек противника.
Указом Президиума Верховного Совета СССР «О присвоении звания Героя Советского Союза начальствующему и рядовому составу Красной Армии» от 21 июля 1942 года за «образцовое выполнение боевых заданий командования на фронте борьбы с немецкими захватчиками и проявленные при этом отвагу и геройство» лейтенанту Лаптеву Павлу Васильевичу присвоено звание Героя Советского Союза с вручением ордена Ленина и медали «Золотая Звезда» (№ 550).
В 1944 году П. В. Лаптев окончил курсы усовершенствования командного состава. В 1946 году в звании майора уволился в запас. Жил и работал в Ульяновске. Скончался 3 сентября 1954 года на 43-м году жизни. Похоронен на городском кладбище города Ульяновска.

## Память
В селе Богдашкино Цильнинского района Ульяновской области в память о земляке-герое установлен обелиск. Именем П.В. Лаптева названа улица и средняя школа в родном селе.

## Награды
- медали «Золотая Звезда»;
- орден Ленина;
- орден Красного Знамени;
- орден Суворова 3-й степени;
- орден Красной Звезды;
- медали СССР.